# Резерфорд, Даниель
Даниель Резерфорд (англ. Daniel Rutherford; 3 ноября 1749 — 15 ноября 1819) — шотландский врач, химик и ботаник. Получил образование в Эдинбургском университете, где и получил степень доктора медицины в 1772 году за работу под названием De aere fixo dicto aut Mephitico («О так называемом фиксируемом и мефитическом воздухе»), выполненную под руководством Дж. Блэка.
Резерфорд описал в составе продуктов сжигания угля, фосфора и серы новый газ — не поддерживающий дыхания и горения «мефитический воздух», который, в отличие от углекислого газа («фиксируемого воздуха»), не поглощается раствором щёлочи. Резерфорд и Блэк ошибочно сочли его воздухом, насыщенным флогистоном. «Мефитический воздух» был получен несколько ранее Г. Кавендишем в результате многократного пропускания обычного воздуха над раскалённым углем и поглощения образующегося при этом углекислого газа («фиксируемого воздуха») щёлочью. Однако Кавендиш не опубликовал своевременно результатов этого исследования, поэтому приоритет открытия азота обычно приписывается Д. Резерфорду. Позднее А. Лавуазье показал, что «мефитический воздух» представляет собой вещество элементарной природы и назвал его азотом.
С 1777 года — член общества врачей в Эдинбурге, а с 1786 года — профессор ботаники Эдинбургского университета.